# Manchester United F.C. mùa bóng 1911–12
Mùa giải 1911-12 là mùa giải thứ 20 của Manchester United trong Liên đoàn bóng đá và thứ năm trong giải Hạng nhất.

## FA Charity Shield
| Thời gian           | Đối thủ      | H/A | Tỷ số Bt-Bb | Cầu thủ ghi bàn           | Số lượng khán giả |
| ------------------- | ------------ | --- | ----------- | ------------------------- | ----------------- |
| 25 tháng 9 năm 1911 | Swindon Town | N   | 8 – 4       | Halse (6), Turnbull, Wall | 10,000            |

## Giải bóng đá hạng nhất (First Division)
| Thời gian            | Đối thủ              | H/A | Tỷ số Bt-Bb | Cầu thủ ghi bàn        | Số lượng khán giả | League position |
| -------------------- | -------------------- | --- | ----------- | ---------------------- | ----------------- | --------------- |
| 2 tháng 9 năm 1911   | Manchester City      | A   | 0 – 0       |                        | 35,000            | 9th             |
| 9 tháng 9 năm 1911   | Everton              | H   | 2 – 1       | Halse, Turnbull        | 20,000            | 7th             |
| 16 tháng 9 năm 1911  | West Bromwich Albion | A   | 0 – 1       |                        | 35,000            | 10th            |
| 23 tháng 9 năm 1911  | Sunderland           | H   | 2 – 2       | Stacey (2)             | 20,000            | 12th            |
| 30 tháng 9 năm 1911  | Blackburn Rovers     | A   | 2 – 2       | West (2)               | 30,000            | 12th            |
| 7 tháng 10 năm 1911  | Sheffield Wednesday  | H   | 3 – 1       | Halse (2), West        | 30,000            | 11th            |
| 14 tháng 10 năm 1911 | Bury                 | A   | 1 – 0       | Turnbull               | 18,000            | 6th             |
| 21 tháng 10 năm 1911 | Middlesbrough        | H   | 3 – 4       | Halse, Turnbull, West  | 20,000            | 9th             |
| 28 tháng 10 năm 1911 | Notts County         | A   | 1 – 0       | Turnbull               | 15,000            | 7th             |
| 4 tháng 11 năm 1911  | Tottenham Hotspur    | H   | 1 – 2       | Halse                  | 20,000            | 10th            |
| 11 tháng 11 năm 1911 | Preston North End    | H   | 0 – 0       |                        | 10,000            | 9th             |
| 18 tháng 11 năm 1911 | Liverpool            | A   | 2 – 3       | Roberts, West          | 15,000            | 13th            |
| 25 tháng 11 năm 1911 | Aston Villa          | H   | 3 – 1       | West (2), Roberts      | 20,000            | 8th             |
| 2 tháng 12 năm 1911  | Newcastle United     | A   | 3 – 2       | West (2), Halse        | 40,000            | 8th             |
| 9 tháng 12 năm 1911  | Sheffield United     | H   | 1 – 0       | Halse                  | 12,000            | 7th             |
| 16 tháng 12 năm 1911 | Oldham Athletic      | A   | 2 – 2       | Turnbull, West         | 20,000            | 6th             |
| 23 tháng 12 năm 1911 | Bolton Wanderers     | H   | 2 – 0       | Halse, Turnbull        | 20,000            | 3rd             |
| 25 tháng 12 năm 1911 | Bradford City        | H   | 0 – 1       |                        | 50,000            | 6th             |
| 26 tháng 12 năm 1911 | Bradford City        | A   | 1 – 0       | West                   | 40,000            | 2nd             |
| 30 tháng 12 năm 1911 | Manchester City      | H   | 0 – 0       |                        | 50,000            | 4th             |
| 1 tháng 1 năm 1912   | Arsenal              | H   | 2 – 0       | Meredith, West         | 20,000            | 3rd             |
| 6 tháng 1 năm 1912   | Everton              | A   | 0 – 4       |                        | 12,000            | 4th             |
| 20 tháng 1 năm 1912  | West Bromwich Albion | H   | 1 – 2       | Wall                   | 8,000             | 4th             |
| 27 tháng 1 năm 1912  | Sunderland           | A   | 0 – 5       |                        | 12,000            | 8th             |
| 10 tháng 2 năm 1912  | Sheffield Wednesday  | A   | 0 – 3       |                        | 25,000            | 9th             |
| 17 tháng 2 năm 1912  | Bury                 | H   | 0 – 0       |                        | 6,000             | 10th            |
| 2 tháng 3 năm 1912   | Notts County         | H   | 2 – 0       | West (2)               | 10,000            | 10th            |
| 16 tháng 3 năm 1912  | Preston North End    | A   | 0 – 0       |                        | 7,000             | 12th            |
| 23 tháng 3 năm 1912  | Liverpool            | H   | 1 – 1       | Nuttall                | 10,000            | 12th            |
| 30 tháng 3 năm 1912  | Aston Villa          | A   | 0 – 6       |                        | 15,000            | 13th            |
| 5 tháng 4 năm 1912   | Arsenal              | A   | 1 – 2       | Turnbull               | 14,000            | 14th            |
| 6 tháng 4 năm 1912   | Newcastle United     | H   | 0 – 2       |                        | 14,000            | 16th            |
| 9 tháng 4 năm 1912   | Tottenham Hotspur    | A   | 1 – 1       | Wall                   | 20,000            | 15th            |
| 13 tháng 4 năm 1912  | Sheffield United     | A   | 1 – 6       | Nuttall                | 7,000             | 17th            |
| 17 tháng 4 năm 1912  | Middlesbrough        | A   | 0 – 3       |                        | 5,000             | 17th            |
| 20 tháng 4 năm 1912  | Oldham Athletic      | H   | 3 – 1       | West (2), Wall         | 15,000            | 14th            |
| 27 tháng 4 năm 1912  | Bolton Wanderers     | A   | 1 – 1       | Meredith               | 20,000            | 16th            |
| 29 tháng 4 năm 1912  | Blackburn Rovers     | H   | 3 – 1       | Hamill, Meredith, West | 20,000            | 13th            |

| #  | Câu lạc bộ        | Tr | T  | H  | B  | Bt | Bb | Hs  | Điểm |
| -- | ----------------- | -- | -- | -- | -- | -- | -- | --- | ---- |
| 12 | Tottenham Hotspur | 38 | 14 | 9  | 15 | 53 | 53 | 0   | 37   |
| 13 | Manchester United | 38 | 13 | 11 | 14 | 45 | 60 | -15 | 37   |
| 14 | Sheffield United  | 38 | 13 | 10 | 15 | 63 | 56 | 7   | 36   |

## FA Cup
| Thời gian                | Vòng đấu      | Đối thủ           | H/A | Tỷ số Bt-Bb | Cầu thủ ghi bàn               | Số lượng khán giả |
| ------------------------ | ------------- | ----------------- | --- | ----------- | ----------------------------- | ----------------- |
| 13 tháng 1 năm 1912      | Vòng đầu tiên | Huddersfield Town | H   | 3 – 1       | West (2), Halse               | 19,579            |
| 3 tháng 2 năm 1912       | Vòng 2        | Coventry City     | A   | 5 – 1       | Halse (2), West (2), Turnbull | 17,130            |
| 24 tháng 2 năm 1912      | Vòng 3        | Reading           | A   | 1 – 1       | West                          | 24,069            |
| 29 tháng 2 năm 1912      | Vòng 3 Đá lại | Reading           | H   | 3 – 0       | Turnbull (2), Halse           | 29,511            |
| 9 tháng 3 năm 1912       | Vòng 4        | Blackburn Rovers  | H   | 1 – 1       | own goal                      | 59,300            |
| ngày 14 tháng 3 năm 1912 | Vòng 4 Đá lại | Blackburn Rovers  | A   | 2 – 4       | West (2)                      | 39,296            |